# Principauté épiscopale de Brandebourg
1165–1571
Entités précédentes :
- Marche du Nord

Entités suivantes :
- Marche de Brandebourg

La principauté épiscopale de Brandebourg ou évêché de Brandebourg (en allemand : Hochstift Brandenburg) fut un État du Saint-Empire romain. Les évêques de Brandebourg obtinrent l'immédiateté impériale comme seigneurs temporels de la principauté épiscopale (Hochstift) au XIIe siècle et font partie du collège des princes ecclésiastiques à la Diète d'Empire. Le siège de la principauté et du diocèse aujourd'hui disparu était à Brandebourg-sur-la-Havel. 
Les frontières de la principauté et du diocèse fondé par le roi Otton Ier en 948 ne coïncidaient pas. Dans le périmètre du diocèse, tout d'abord suffragant de la province ecclésiastique de Mayence puis de Magdebourg, l'autorité spirituelle de l’évêque s’étendait sur une plus grande partie de la marche de Brandebourg entre les fleuves Elbe et Oder ainsi que sur des parties d'Anhalt et de Saxe-Wittemberg. 
À la suite de la réforme protestante, l'évêché est dissout et son territoire rattaché à l'électorat de Brandebourg en 1571. 

## Territoire

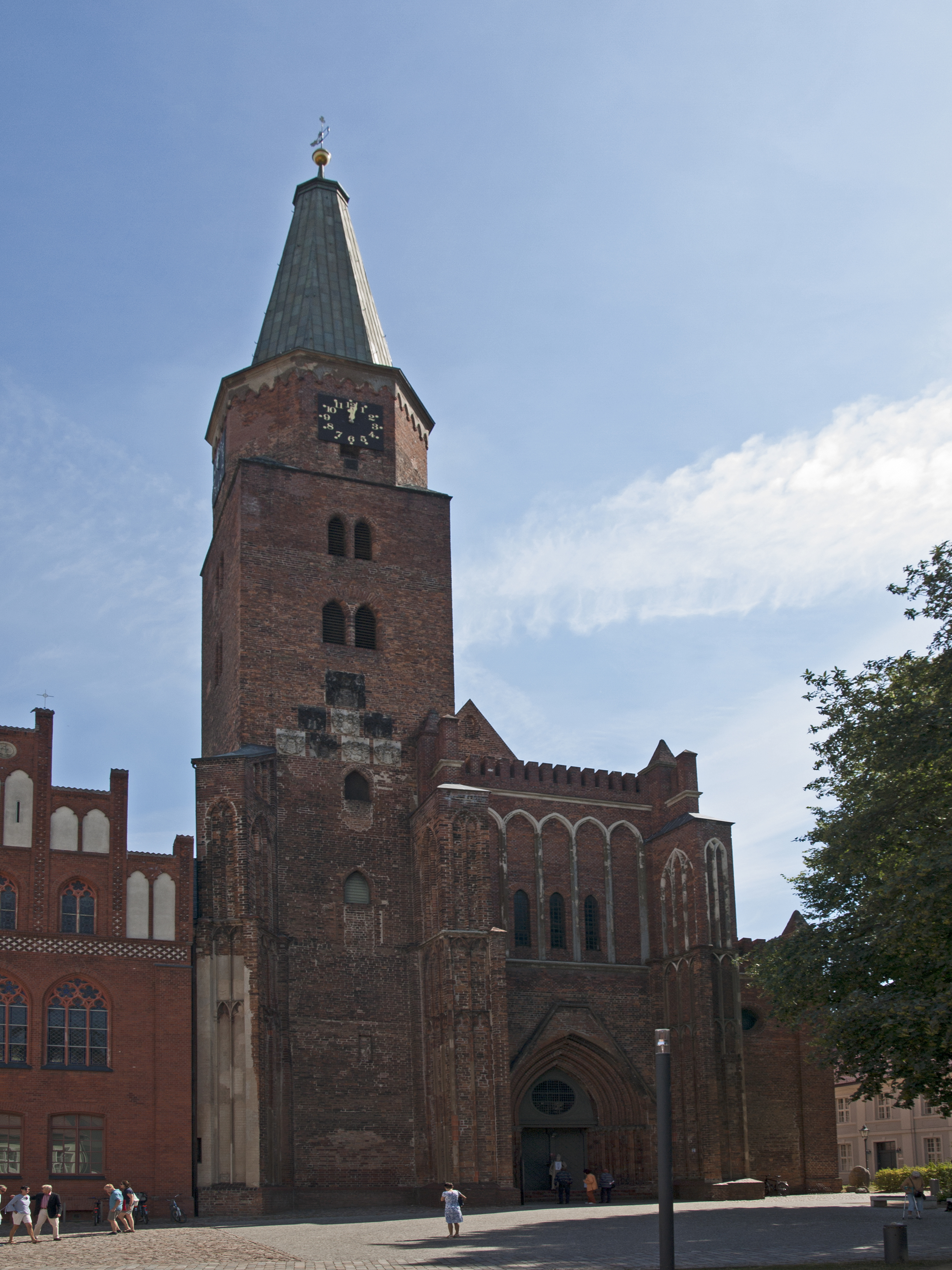
La cathédrale de Brandebourg.

Jusqu'à sa dissolution, le territoire de la principauté ne comprend que des petits terrains immédiats dans la marche de Brandebourg où les princes-évêques possèdent les quatre bailliages de Pritzerbe, Ketzin, Teltow et Ziesar, où se trouve la résidence la plus importante des princes-évêques. L'administration temporelle était faite sous la direction d'un vicaire général et d'un official, indépendamment du chapitre de chanoines.

## Histoire
À la suite des conquêtes du roi Henri l'Oiseleur à l'est de l'Elbe, son fils Otton Ier érige le diocèse de Brandebourgqui devient suffragant de l'archidiocèse de Mayence puis suffragant du nouveau archidiocèse de Magdebourg en 968. L'acte fondateur de l'évêché était daté du 1er octobre 948. L'intégration des territoires slaves dans la Francie orientale échoua d'abord : peu après, en 983, la révolte des Wendes dans la marche du Nord fait retomber la région dans le paganisme. Pendant cette période, des évêques continuent d'être nommés, opérant pour la plupart dans le diocèse voisin comme auxiliaires. 
Dès 1150, après la défaite des Wendes et la colonisation du territoire par le margrave Albert l'Ours, les évêques allant d'un monastère des
Prémontrés à Leitzkau reprennent possession de leur siège. La principauté ecclésiastique est nouvellement créée avec l'entrée des princes-évêques dans la cathédrale de Brandebourg en 1165 ; néanmoins, elle n'a jamais le contrôle d'un territoire important, éclipsée par le domaine des puissants margraves de Brandebourg. 

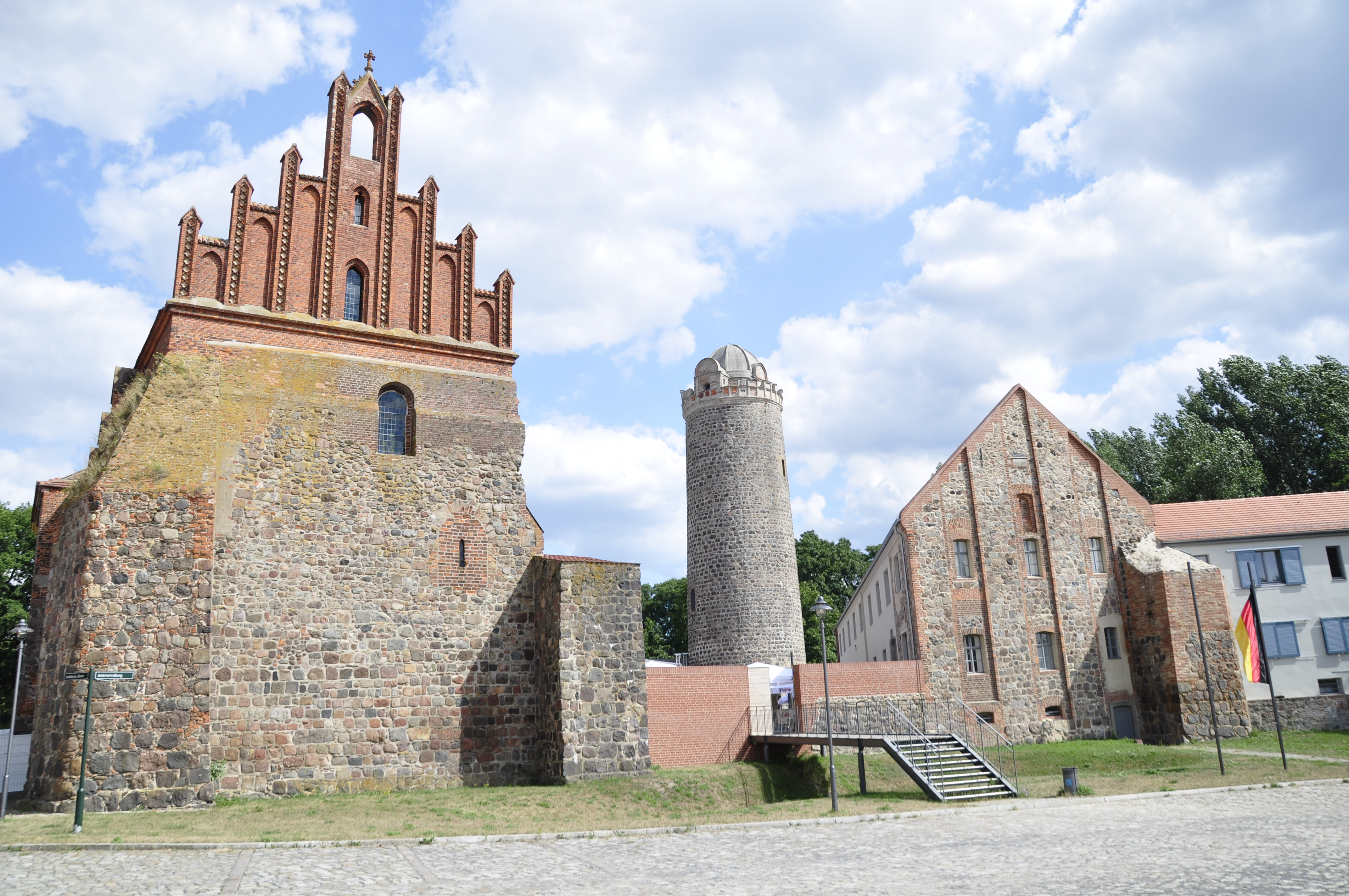
Le château de Ziesar, résidence des princes-évêques de Brandebourg.

En 1447, une bulle du pape Nicolas V accorde au prince-électeur de Brandebourg le droit de nommer des évêques. Le dernier évêque est Joachim Herzog von Münsterberg qui est un des plus zélés promoteurs du luthéranisme ; bien qu'en 1528, il se soit engagé par serment auprès du pape Clément VII et de l'électeur Joachim Ier de résister à cette doctrine, il installe un prédicateur luthérien dans la ville de Brandebourg la même année, libère ses prêtres de leur promesse de célibat en 1535 et introduit la communion sous les deux formes.
En 1539, l'électeur Joachim II Hector de Brandebourg substitue la doctrine de Luther au catéchisme romain. Entre 1540 et 1542, le clergé séculier et régulier qui résiste aux idées de l'électeur sont expulsés, les ordres religieux sont supprimés et les propriétés de l'Église catholique sont confisquées et vendues à des nobles ou à des villes et les objets du culte sont fondus. En 1543, l'électeur profite de la paix d'Augsbourg pour consolider la réforme protestante dans la principauté.
En 1545, Joachim II nomme le duc luthérien Joachim de Münsterberg comme évêque de Brandebourg, malgré l'opposition du chapitre. En 1560, ce dernier abdique en faveur de Jean II Georges de Brandebourg, le fils aîné et héritier de l'électeur, qui est nommé administrateur du diocèse. Par cet acte, l'évêché est sécularisé. Après la mort de Joachim II en 1571, l'évêché est incorporé dans la marche de Brandebourg.